# هنری جیمز
هنری جیمز (به انگلیسی: Henry James) (زاده ۱۵ آوریل ۱۸۴۳ – درگذشته ۲۸ فوریه ۱۹۱۶) نویسنده‌ای آمریکایی - بریتانیایی بود.
 وی خالق آثاری همچون دیزی میلر، سفرای کبار و پرتره یک بانو است. وی یکی از چهره‌های مهم ادبیات واقع‌گرایانه در قرن نوزدهم میلادی به‌شمار می‌رود.

## زندگی
هنری جیمز در ۱۵ آوریل ۱۸۴۳ در خانوادهای مرفه در نیویورک زاده شد. اجدادش از مهاجران ایرلندی و بسیار ثروتمند بودند، پدرش مردی ادیب، نویسنده‌ای متفکر و شخصیتی پرجاذبه بود، و برادرش هم ویلیام جیمز، فیلسوف و روانشناس معروفی شد. بدین طریق هِنری در محیطی بافرهنگ پرورش یافت و او که پسرکی کم‌حرف و حساس بود و در میان سخنوران خانواده خود را فردی آرام و بی‌کاره می‌دید، ساعات بی‌کاری را در کوچه‌های شهر قدیم نیویورک که هنوز حالت یک دهات را داشت، در حالتی رؤیایی می‌گذراند و در کتابخانه‌ها چشمه‌ای خشک‌نشدنی برای آثار آینده خود ذخیره می‌کرد.
هِنری با خانواده خود به اروپا سفر کرد، پنج سال را در ژنو و انگلستان و پاریس گذراند، در ۱۸۶۰ در نیوانگلند مستقر شد و در طی جنگ‌های داخلی، در آنجا به سر برد. نقصی در ستون فقرات موجب شد که هنری از شرکت در جنگ معاف گردد، این پیشامد به او آن احساس را داد که در صحنه زندگی بیگانه و بی‌کاره است و سرنوشت او را تنها برای مشاهدهٔ تلاش و کوشش دیگران آفریده. کم‌کم معتقد شد که همین تقدیر به او رسالت داده است تا مشاهدات خود را به دیگران منتقل کند و این کار تنها از راه هنر امکان‌پذیر است، پس جیمز به هنر نقاشی روی آورد، اما چیزی نگذشت که استعداد واقعی خود را کشف کرد و به راه نویسندگی افتاد و کار ادبی را با انتشار مقاله‌های انتقادی و قصه‌ها و داستان‌های کوتاه در روزنامه‌ها و مجله‌ها آغاز کرد.

## داستان‌نویسی

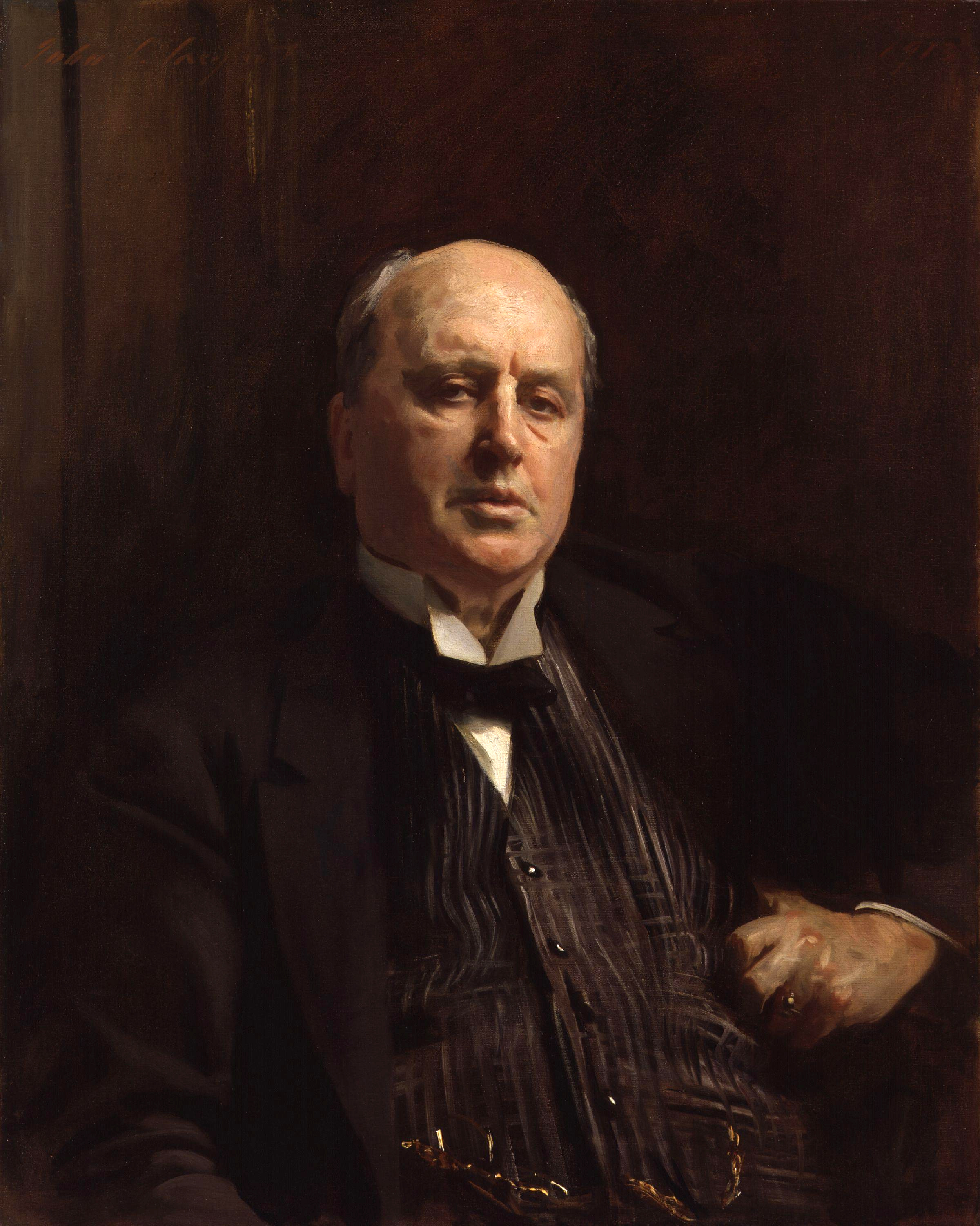
هنری جیمز، نوشته جان سینگر سارجنت (درگذشته ۱۹۲۵)

اولین داستان کوتاه و هنرمندانه جیمز به نام زائری مشتاق در مجله اتلانتیک مانتلی منتشر شد که نظر او را دربارهٔ مردم اروپا نشان می‌داد. این داستان مورد ستایش و تحسین قرار گرفت و با داستان‌های دیگر در ۱۸۷۵ انتشار یافت. هنری پیوسته میان دو تمایل می‌زیست، از سویی عاطفه میهنپرستی او را به آمریکا پیوند می‌داد و از سوی دیگر روح و فکرش به جانب اروپا کشیده می‌شد. سرانجام تمایل به زندگی در اروپا بر او چیره شد و پس از تردیدی طولانی مصمم گشت که در انگلستان مقیم شود. پس در ۱۸۷۶ به لندن رفت، همان‌جا اقامت گزید و با انگلستان و مردم آن پیوندی عمیق برقرار کرد و از باروری فراوان در کار برخوردار شد.
تضاد و اختلافات زندگی معنوی اروپایی و آمریکایی و مطالعه و توصیف رنج هم‌وطنانش به هنگام برخورد با فرهنگ و تمدن کهن و مختلط قاره اروپا، موضوع مورد توجه او گشت و زمینه اصلی بیشتر آثارش قرار گرفت. اولین رمان او در این زمینه رودریک هادسن در ۱۸۷۴ منتشر شد. قهرمان این داستان وکیل دعاوی جوانی است که همه کارها را کنار می‌گذارد و خانواده و نامزدش را ترک می‌کند تا به رم برود و به هنر مجسمه‌سازی بپردازد و در حالی که در این راه با پیروزی‌هایی روبرو شده‌است، دچار عشقی دیوانه‌وار و ناکام مانده می‌گردد که او را از کار بازمی‌دارد و پس از حوادث فراوان در سفری دچار حادثه می‌گردد و جان می‌سپارد. این اولین رمان با آن‌که از برجستگی خاص برخوردار نبود، از آینده درخشان رمان‌نویسی بزرگ خبر می‌داد.
رمان آمریکایی در پاریس نوشته شد که برخورد یک آمریکایی را با محیط اروپا توصیف می‌کرد. سال بعد (۱۸۷۸) اروپایی‌ها همان تضاد روحی دنیای کهن و دنیای نوین را بیان می‌کرد و برخلاف کتاب گذشته یک اروپایی را نشان می‌داد که به آمریکا سفر کرده‌است. دیزی میلر در ۱۸۷۹ انتشار یافت. دیزی میلر دختر جوان آمریکایی است با روحی ساده و شرافتمند ولی رفتاری بی بند و بار که جامعه سنتی اروپایی را دربارهٔ او به اشتباه می‌اندازد. پرتره یک بانو اولین تصویر از سلسله تصویرهای زن است که جیمز پیش چشم می‌گذارد و در عین حال برای خواننده پرجاذبه است. میدان واشینگتن در ۱۸۸۱ منتشر شد. جیمز قالب این داستان را از کوچه‌های شهر قدیم نیویورک که سال‌ها آن‌ها را زیر پا گذارده بود، گرفته و با شیوه‌ای درخشان و طنزآمیز آن‌ها را وصف کرده‌است. بوستونی‌ها در ۱۸۸۶ انتشار یافت، نویسنده در همه این داستان‌ها، خصوصیت‌های اخلاقی و روحی بشر را به‌طور دقیق و با نکته‌بینی فراوان مورد مطالعه قرار داده و برای تأثیر محیط در ساختمان فکری و روحی افراد اهمیت فراوان قائل شده‌است.
جیمز پس از آن داستان شاهزاده خانم کاساماسیما را در ۱۸۸۶ انتشار داد و الهه غم‌انگیز هنر را در ۱۸۹۰ روانه بازار کتاب کرد. این داستان با آثار دیگر جیمز که همه از کمال هنر برخوردار بود، متفاوت است. نویسنده در این اثر مطالعه سودمندی دربارهٔ زندگی یک هنرپیشه انجام داد و از حقوق هنرمند در برابر قراردادهای جهانی دفاع کرده است. الهه غم‌انگیز هنر سرآغازی بود از نمایشنامه‌نویسی که جیمز از ۱۸۹۰ به آن روی آورد. اگرچه آثار نمایشی جیمز با عدم پیروزی روبرو گشت، تجربه‌هایی که از آن‌ها به دست آورد، در رمان‌هایش مورد استفاده قرار گرفتند و فنون نمایشی در نقل داستان‌ها به کار برده شد.
رمان‌های جیمز از نظر تناسب و توازن ساختمان و قدرت و ظرافت نثر در درجه‌ای بود که هنوز در شیوه داستان‌پردازی بیرقیب مانده است. این استادی را می‌توان در رمان آنچه میزی می‌دانست و قرن نامطبوع به خوبی مشاهده کرد. جیمز در رمان غنایم قصر پاینتون محیط و قهرمان انگلیسی را وارد کرده است. این کتاب یکی از موضوع‌های مورد توجه جیمز یعنی ضربه شدید زندگی بر روح‌های لطیف و کم‌نظیر را دربردارد.
جیمز در ۱۸۹۸ به خلق سه اثر زیبا و پرارزش بال‌های کبوتر، سفرا و جام زرین پرداخت. در این آثار خیال‌انگیز جیمز به اوج خود می‌رسد و سال‌ها بایست بگذرد تا خوانندگان، قدرت درک آن همه صور ذهنی را بیابند. جیمز در ۱۹۰۴ به زادگاه خود بازگشت و از ایالات مختلف آمریکا دیدن کرد و در بازگشت به انگلستان صحنه آمریکایی را انتشار داد که از بدیع‌ترین آثار دربارهٔ تمدن آمریکا است. از آن پس اروپا را ترک نکرد و بیشتر وقت خود را به تجدید نظر در مجموعه‌های داستان‌های کوتاه و رمان‌هایش گذراند و به این مجموعه‌ها مقدمه‌هایی نوشت که نه تنها نمودار شوق اوست، بلکه مهم‌ترین تحلیل رمان در شکل هنریش می‌باشد که بعدها جداگانه کتابی به نام هنر رمان در ۱۹۳۴ منتشر شد.
اعلام جنگ جهانی ۱۹۱۴ جیمز را آشفته ساخت. وی به خوبی می‌دانست که آنچه به ظاهر وقوع یافته، صورتی عمیق و پهناور از جنبه حیوانی آن تمدن عالی است که در همه آثارش وصف کرده است. سرخوردگی وی از جنگ به نوشتن دو رمان تازه انجامید به نام‌های برج عاج و ادراک زمان گذشته هر دو پس از مرگش به سال ۱۹۱۷ انتشار یافت. جیمز در ۱۹۱۵ به تابعیت انگلستان درآمد.

### سبک
رمان‌های جیمز شکلی بدیع و کاملاً هُنری دارد. داستان‌هایش از ظرافت و استادی و هوشمندی و زیبایی و تنوع فراوان برخوردار است که ستایندگان و پیروان بسیار به دست آورد. جیمز را باید نویسنده‌ای برتر از آمیختگی خصوصیت‌های روحی و معنوی انگلیسی-آمریکایی دانست. وی در حال برگزیدن سرزمینی که از مثلث آمریکا-پاریس-انگلستان تشکیل می‌شد، تمدنی مختلط فراهم آورد و هر سه تمدن را در رمان‌هایش مورد تحلیل قرار داد. جیمز با تلاش‌های ماندگار خود در تاریخ رمان‌نویسی جهان مقامی برجسته یافت.

آثار جیمز بازتاب تضاد و کشاکش زندگی آدم‌هایی که است که میان میل به تغییر در اثر مدرنیسم و حفظ سنت‌ها و ارزش‌های اشرافی خویش در نوسانند.

### رمان
- آمریکایی (۱۸۷۷)
- اروپایی‌ها (۱۸۷۸)
- محله واشینگتن (۱۸۸۰)
- پرتره یک بانو (۱۸۸۱)
- شاهزاده خانم کاساماسیما (۱۸۸۶)
- سفرای کبار (۱۹۰۳)
- جام زرین (۱۹۰۴)

### رمان کوتاه
- دیزی میلر (۱۸۷۸)[۱۶]
- نوشته‌های آسپرن (۱۸۸۸)
- سخت‌تر شدن اوضاع (۱۸۹۸)